# سیارک ۵۳۹۱
سیارک ۵۳۹۱ (به انگلیسی: 5391 Emmons، نامگذاری:1985RE2) پنج هزار و سیصد و نود و یکمین سیارک کشف شده‌است که در ۱۳ سپتامبر ۱۹۸۵ کشف شد.
قدر مطلق سیارک برابر ۱۳٫۲۰ است.